# Cordyceps
Cordyceps este un gen de ciuperci ascomicete care include aproximativ 600 de specii în Asia. Majoritatea speciilor de Cordyceps sunt endoparazite, parazitând în principal insecte și alte artropode; câteva parazitează alte ciuperci.